# Parnassius
Parnassius és un gènere de lepidòpters papilionoïdeus de la família dels papiliònids (Papilionidae) present als Països Catalans.
Inclou espècies confinades en regions fredes, tant latituds altes com zones muntanyoses. El nombre d'espècies pot variar entre 38 i 47, ja que tot i haver-hi una variació morfològica entre alguns individus, la separació entre algunes espècies no és del tot clara.